# 河溪水库 (汕头)
河溪水库，位于中华人民共和国广东省汕头市潮阳区河溪镇境内，是河溪水上的一座中型水库，以防洪、灌溉和城乡供水为主，兼顾发电。水库于1957年12月动工，1958年5月竣工。水库集水面积40.85平方千米，总库容1748平方千米。主坝为土坝，最大坝高34.5米，坝长982米。坝后电站装机容量500千瓦。水库防洪标准100年一遇，年向灌区供水987万立方米，向城区年供水2068万立方米。